# Sirig
Sirig (en serbe cyrillique : Сириг) est une localité de Serbie située dans la province autonome de Voïvodine. Elle fait partie de la municipalité de Temerin, dans le district de Bačka méridionale. Au recensement de 2011, elle comptait 2 947 habitants.
Sirig, officiellement classé parmi les villages de Serbie, est situé sur les bords de la Jegrička, un affluent gauche de la Tisa.

## Démographie

### Évolution historique de la population
| 1948  | 1953  | 1961  | 1971  | 1981  | 1991  | 2002  | 2011  |
| ----- | ----- | ----- | ----- | ----- | ----- | ----- | ----- |
| 1 381 | 1 992 | 2 269 | 2 201 | 2 286 | 2 542 | 3 010 | 2 947 |

|  |

## Transport
- Route nationale 22 (Serbie)
- Route nationale 22.1